# 시사데이트
시사데이트는 대한민국에서 월~금 1시 50분~3시 20분에 텔레비전으로 방송하는 MBN의 평일 오후 시간대 뉴스 및 보도 프로그램이다.

## 동시간대 경쟁 프로그램
- TV조선 뉴스 1 (조선방송)